# FIAN Deutschland
FIAN Deutschland e.V. ist eine als Verein eingetragene Menschenrechtsorganisation mit Sitz in Köln, die sich für das Recht auf Nahrung und Ernährungssouveränität einsetzt. Die Organisation ist Teil des internationalen Netzwerks „FoodFirst Informations- und Aktions-Netzwerk“ (FIAN International), das in über 50 Ländern aktiv ist.

## Organisationsprofil
FIAN Deutschland wurde 1986 als e. V. gegründet mit dem Ziel, weltweit zur Einhaltung der Bestimmungen der Internationalen Menschenrechtspakte für das Recht auf angemessene Ernährung beizutragen. FIAN betreibt Lobby-, Öffentlichkeits- und Advocacyarbeit und engagiert sich in der Menschenrechtsbildung. Auf akute Menschenrechtsverletzungen reagiert FIAN mit Eilaktionen.
Die Organisation arbeitet dabei sowohl zu deutschen Themen, u. a. Ernährungsarmut in Deutschland, als auch zu internationalen Fällen. Bisher unterstützte der Verein Betroffene in Brasilien, Ecuador, Guinea, Honduras, Kambodscha, Nepal, Paraguay, Sambia, Tansania und Uganda. Dabei kritisiert FIAN Deutschland auch immer wieder die Arbeit der DEG, weil einige ihrer Projekte Menschenrechte im Ausland verletzen würden. FIAN führt regelmäßig Recherchen in den Partnerländern durch. Betroffene werden häufig bei Delegationsreisen in Deutschland, Belgien und der Schweiz begleitet.
Die Organisation unterstützt betroffene Personen bei Gerichts- und Beschwerdeverfahren sowie bei Berichten an UN-Gremien wie dem UN-Sozialausschuss oder dem UN-Menschenrechtsrat. So reichte die Organisation beispielsweise 2022 zusammen mit NGOs aus Kambodscha eine Beschwerde gegen den Investor Oikocredit bei der Nationalen Kontaktstelle für OECD-Leitsätze in den Niederlanden ein, da dieser in Mikrofinanzinstitute in Kambodscha investiere, die Armut verschärfen würden. 2020 unterstützte FIAN Deutschland eine Menschenrechtsbeschwerde bei der Nationalen Kontaktstelle für die OECD-Leitsätze (NKS) gegen Heidelberg Cement wegen Menschenrechtsverletzungen in Indonesien.
Außerdem reichte FIAN 2022 zusammen mit dem ECCHR Klage gegen die KfW ein, da diese Einsicht in Dokumente zu möglicherweise menschenrechtsverletzenden Investitionen in Paraguay verweigerte, der Klage wurde stattgegeben.
Bereits seit 2002 unterstützt FIAN die Betroffenen im Kaweri-Fall, nachdem die ugandische Armee 2001 mehr als 4.000 Menschen gewaltsam vertrieben hatte, damit die Regierung deren Land an die Kaweri Coffee Plantation verpachtet konnte, eine Tochterfirma der Neumann Kaffee Gruppe in Hamburg.
Die Organisation stützt sich auf ehrenamtliche Mitarbeit und wird von Mitgliedsbeiträgen sowie aus Spenden und Projektzuschüssen getragen. Die Geschäftsstelle befand sich auf Initiative des dort tätigen FIAN-Mitgründers Harald Rohr zunächst in Herne. Später zog sie nach Köln um.
FIAN Deutschland ist Mitgliedsorganisation in dem Forum Umwelt und Entwicklung, in dem CorA-Netwerk und in dem Forum Menschenrechte. Auch arbeitet FIAN im Arbeitskreis Welternährung mit, der vom BMZ und BMEL ausgerichtet wird.

## FoodFirst-Magazin
FIAN Deutschland veröffentlicht viermal im Jahr das Magazin FoodFirst zu den Themen Hunger, Welternährung und das Recht auf Nahrung. Jede Ausgabe ist einem Schwerpunktthema gewidmet. Des Weiteren enthält das Magazin Neuigkeiten aus der Organisation sowie Berichte über Aktivitäten von Lokalgruppen, Arbeitskreisen und der FIAN-Sektionen anderer Ländern. Die Ausgabe 2/2022 trug z. B. den Titel „Menschenrechte kennen keine Grenzen“ und berichtete mit der Überschrift „Recherche in Kambodscha: Unterdrückung der Zivilgesellschaft, Land Grabbing“ darüber, dass der Investor Oikocredit und andere trotz hoher Verschuldung in Kambodscha ihr Mikrokredit-Geschäft ausgeweitet und damit angeblich Land Grabbing gefördert haben.